# Ecuadoraans voetbalelftal in 2000
Het Ecuadoraans voetbalelftal speelde in totaal zestien interlands in het jaar 2000, waaronder tien wedstrijden bij in de kwalificatiereeks voor het WK voetbal 2002 in Japan en Zuid-Korea. De selectie stond onder leiding van bondscoach Hernán Darío Gómez, de opvolger van de medio 1999 weggestuurde Carlos Sevilla.

## Balans
| Wedstrijden | Wedstrijden | Wedstrijden | Wedstrijden | Doelpunten | Doelpunten | Doelpunten | Punten |
| Gespeeld    | Winst       | Gelijk      | Verlies     | Voor       | Tegen      | Saldo      | Punten |
| ----------- | ----------- | ----------- | ----------- | ---------- | ---------- | ---------- | ------ |
| 16          | 6           | 3           | 7           | 20         | 22         | –2         | 0.937  |

## Interlands
|                                                     |                             |       |                   |                                                                                              |
| 12 januari Vriendschappelijk № — «onderlinge duels» | Iran                        | 2 – 1 | Ecuador           | Memorial Coliseum, Los Angeles Toeschouwers: 34.289 Scheidsrechter: Ricardo Valenzuela (USA) |
| 12 januari Vriendschappelijk № — «onderlinge duels» | Ali Daei 26' Ali Musavi 70' |       | 87' Fabián Cubero | Memorial Coliseum, Los Angeles Toeschouwers: 34.289 Scheidsrechter: Ricardo Valenzuela (USA) |

|                                                       |                    |       |                    | |
| 27 januari Vriendschappelijk № 283 «onderlinge duels» | Honduras           | 1 – 1 | Ecuador            | Estadio Olímpico Metropolitano, San Pedro Sula Toeschouwers: 12.000 Scheidsrechter: Evaristo Soriano (HON) |
| 27 januari Vriendschappelijk № 283 «onderlinge duels» | Jairo Martínez 43' |       | 10' Ariel Graziani | Estadio Olímpico Metropolitano, San Pedro Sula Toeschouwers: 12.000 Scheidsrechter: Evaristo Soriano (HON) |

|                                                    |                     |       |                                                                      | |
| 8 maart Vriendschappelijk № 284 «onderlinge duels» | Ecuador             | 1 – 3 | Honduras                                                             | Estadio de Liga Deportiva Universitaria, Quito Toeschouwers: 1.000 Scheidsrechter: Segundo Díaz (ECU) |
| 8 maart Vriendschappelijk № 284 «onderlinge duels» | Eduardo Hurtado 24' |       | 54' Juan Manuel Cárcamo 63' Juan Manuel Cárcamo 90' Wilmer Velásquez | Estadio de Liga Deportiva Universitaria, Quito Toeschouwers: 1.000 Scheidsrechter: Segundo Díaz (ECU) |

|                                                   |                                       |       |           | |
| 29 maart WK-kwalificatie № 285 «onderlinge duels» | Ecuador                               | 2 – 0 | Venezuela | Estadio de Liga Deportiva Universitaria, Quito Toeschouwers: 37.288 Scheidsrechter: Eduardo Gamboa (CHI) |
| 29 maart WK-kwalificatie № 285 «onderlinge duels» | Agustín Delgado 18' Álex Aguinaga 52' |       |           | Estadio de Liga Deportiva Universitaria, Quito Toeschouwers: 37.288 Scheidsrechter: Eduardo Gamboa (CHI) |

|                                                   |                                            |       |                                         |                                                                                          |
| 26 april WK-kwalificatie № 286 «onderlinge duels» | Brazilië                                   | 3 – 2 | Ecuador                                 | Estádio do Morumbi, São Paulo Toeschouwers: 64.738 Scheidsrechter: Henry Cervantes (COL) |
| 26 april WK-kwalificatie № 286 «onderlinge duels» | Rivaldo 18' Antonio Carlos 44' Rivaldo 52' |       | 12' Álex Aguinaga 76' Ulises de la Cruz | Estádio do Morumbi, São Paulo Toeschouwers: 64.738 Scheidsrechter: Henry Cervantes (COL) |

|                                                 |                                                      |       |                    | |
| 3 juni WK-kwalificatie № 287 «onderlinge duels» | Paraguay                                             | 3 – 1 | Ecuador            | Estadio Defensores del Chaco, Asunción Toeschouwers: 22.000 Scheidsrechter: Gustavo Gallesio (URU) |
| 3 juni WK-kwalificatie № 287 «onderlinge duels» | Delio Toledo 11' Hugo Brizuela 43' Hugo Brizuela 64' |       | 87' Ariel Graziani | Estadio Defensores del Chaco, Asunción Toeschouwers: 22.000 Scheidsrechter: Gustavo Gallesio (URU) |

|                                                    |                                                                                               |       |        |                                                                                        |
| 25 juni Vriendschappelijk № 288 «onderlinge duels» | Ecuador                                                                                       | 5 – 0 | Panama | Estadio Olímpico Atahualpa, Quito Toeschouwers: 2.000 Scheidsrechter: Luis Vasco (ECU) |
| 25 juni Vriendschappelijk № 288 «onderlinge duels» | Agustín Delgado 22' Iván Kaviedes 25' Agustín Delgado 34' Iván Kaviedes 44' Iván Kaviedes 55' |       |        | Estadio Olímpico Atahualpa, Quito Toeschouwers: 2.000 Scheidsrechter: Luis Vasco (ECU) |

|                                                  |                                      |       |                  |                                                                                           |
| 29 juni WK-kwalificatie № 289 «onderlinge duels» | Ecuador                              | 2 – 1 | Peru             | Estadio Olímpico Atahualpa, Quito Toeschouwers: 40.167 Scheidsrechter: Carlos Simon (BRA) |
| 29 juni WK-kwalificatie № 289 «onderlinge duels» | Cléber Chalá 14' Eduardo Hurtado 59' |       | 74' Iván Pajuelo | Estadio Olímpico Atahualpa, Quito Toeschouwers: 40.167 Scheidsrechter: Carlos Simon (BRA) |

|                                                  |                                     |       |         |                                                                                          |
| 19 juli WK-kwalificatie № 290 «onderlinge duels» | Argentinië                          | 2 – 0 | Ecuador | Estadio Monumental, Buenos Aires Toeschouwers: 44.199 Scheidsrechter: Daniel Bello (URU) |
| 19 juli WK-kwalificatie № 290 «onderlinge duels» | Hernán Crespo 24' Claudio López 51' |       |         | Estadio Monumental, Buenos Aires Toeschouwers: 44.199 Scheidsrechter: Daniel Bello (URU) |

|                                                  |         |       |          |                                                                                            |
| 25 juli WK-kwalificatie № 291 «onderlinge duels» | Ecuador | 0 – 0 | Colombia | Estadio Olímpico Atahualpa, Quito Toeschouwers: 37.617 Scheidsrechter: Ubaldo Aquino (PAR) |
| 25 juli WK-kwalificatie № 291 «onderlinge duels» |         |       |          | Estadio Olímpico Atahualpa, Quito Toeschouwers: 37.617 Scheidsrechter: Ubaldo Aquino (PAR) |

|                                                        |        |       |         |                                                                                             |
| 11 augustus Vriendschappelijk № 292 «onderlinge duels» | Panama | 0 – 0 | Ecuador | Estadio Rommel Fernández, Panama-Stad Toeschouwers: 2.000 Scheidsrechter: Carlos León (HON) |
| 11 augustus Vriendschappelijk № 292 «onderlinge duels» |        |       |         | Estadio Rommel Fernández, Panama-Stad Toeschouwers: 2.000 Scheidsrechter: Carlos León (HON) |

|                                                                |                                         |       |         | |
| 16 augustus WK-kwalificatie № 293 «onderlinge duels» 16:00 uur | Ecuador                                 | 2 – 0 | Bolivia | Estadio de Liga Deportiva Universitaria, Quito Toeschouwers: 25.000 Scheidsrechter: Luis Solórzano (VEN) |
| 16 augustus WK-kwalificatie № 293 «onderlinge duels» 16:00 uur | Agustín Delgado 17' Agustín Delgado 59' |       |         | Estadio de Liga Deportiva Universitaria, Quito Toeschouwers: 25.000 Scheidsrechter: Luis Solórzano (VEN) |

|                                                      |                                                                                |       |         |                                                                                           |
| 3 september WK-kwalificatie № 294 «onderlinge duels» | Uruguay                                                                        | 4 – 0 | Ecuador | Estadio Centenario, Montevideo Toeschouwers: 65.000 Scheidsrechter: Henry Cervantes (COL) |
| 3 september WK-kwalificatie № 294 «onderlinge duels» | Federico Magallanes 14' Darío Silva 37' Nicolás Olivera 50' Gabriel Cedrés 86' |       |         | Estadio Centenario, Montevideo Toeschouwers: 65.000 Scheidsrechter: Henry Cervantes (COL) |

|                                                         |                                           |       |         |                                                                                      |
| 20 september Vriendschappelijk № 295 «onderlinge duels» | Mexico                                    | 2 – 0 | Ecuador | Qualcomm Stadium, San Diego Toeschouwers: onbekend Scheidsrechter: Kevin Stott (USA) |
| 20 september Vriendschappelijk № 295 «onderlinge duels» | Jared Borgetti 10' Marco Antonio Ruíz 59' |       |         | Qualcomm Stadium, San Diego Toeschouwers: onbekend Scheidsrechter: Kevin Stott (USA) |

|                                                    |                     |       |       |                                                                                                  |
| 8 oktober WK-kwalificatie № 296 «onderlinge duels» | Ecuador             | 1 – 0 | Chili | Estadio Olímpico Atahualpa, Santiago Toeschouwers: 28.556 Scheidsrechter: John Toro Rendón (COL) |
| 8 oktober WK-kwalificatie № 296 «onderlinge duels» | Agustín Delgado 76' |       |       | Estadio Olímpico Atahualpa, Santiago Toeschouwers: 28.556 Scheidsrechter: John Toro Rendón (COL) |

|                                                      |                 |       |                                         |                                                                                                  |
| 15 november WK-kwalificatie № 297 «onderlinge duels» | Venezuela       | 1 – 2 | Ecuador                                 | Estadio José Pachencho Romero, Maracaibo Toeschouwers: 6.500 Scheidsrechter: Edgardo Lecca (PER) |
| 15 november WK-kwalificatie № 297 «onderlinge duels» | Juan Arango 66' |       | 3' Iván Kaviedes 23' Wellington Sánchez | Estadio José Pachencho Romero, Maracaibo Toeschouwers: 6.500 Scheidsrechter: Edgardo Lecca (PER) |

## FIFA-wereldranglijst
| JAN | FEB | MAR | APR | MEI | JUN | JUL | AUG | SEP | OKT | NOV | DEC |
| --- | --- | --- | --- | --- | --- | --- | --- | --- | --- | --- | --- |
| 65  | 68  | 72  | 71  | 71  | 71  | 66  | 65  | 60  | 58  | 58  | 54  |

## Statistieken
- In onderstaand overzicht is het officieuze duel tegen  Iran niet meegenomen.

| José Cevallos         | 1971-04-17 | Barcelona SC          | 12 | 0 | 0 | 46 | 0  |
| Oswaldo Ibarra        | 1969-09-08 | El Nacional           | 2  | 0 | 0 | 15 | 0  |
| Jorge Corozo          | 1965-04-24 | CD Olmedo             | 1  | 0 | 0 | 1  | 0  |
| Jacinto Espinoza      | 1969-11-24 | LDU Quito             | 0  | 1 | 0 |    |    |
| Verdediging           |            |                       |    |   |   |    |    |
| Ulises de la Cruz     | 1974-02-08 | LDU Quito             | 11 | 1 | 1 | 37 | 2  |
| Iván Hurtado          | 1974-08-16 | Club Tigres           | 11 | 0 | 0 | 69 | 3  |
| Augusto Poroso        | 1974-04-13 | CS Emelec             | 9  | 1 | 0 | 16 | 0  |
| Jhon Cagua            | 1979-09-25 | Barcelona SC          | 4  | 0 | 0 | 10 | 0  |
| Raúl Guerrón          | 1976-10-12 | SD Quito              | 4  | 0 | 0 | 4  | 0  |
| Alberto Montaño       | 1970-03-23 | Barcelona SC          | 4  | 0 | 0 | 57 | 3  |
| Giovanny Espinoza     | 1977-04-12 | SD Aucas              | 3  | 2 | 0 | 5  | 0  |
| Luis Capurro          | 1961-05-01 | LDU Quito             | 3  | 0 | 0 | 96 | 1  |
| Omar de Jesús         | 1976-02-29 | SD Aucas              | 2  | 0 | 0 | 5  | 0  |
| Rolando Jacome        | 1973-04-04 | LDU Quito             | 2  | 0 | 0 |    |    |
| Wellington Paredes    | 1974-11-06 | CD Olmedo             | 2  | 0 | 0 |    |    |
| Dannes Coronel        | 1973-05-24 | El Nacional           | 1  | 0 | 0 | 27 | 0  |
| Neicer Reasco         | 1977-07-23 | Newell's Old Boys     | 0  | 1 | 0 |    |    |
| Luis Zambrano         | 1982-06-16 | CS Emelec             | 0  | 1 | 0 |    |    |
| Middenveld            |            |                       |    |   |   |    |    |
| Alfonso Obregón       | 1972-05-12 | LDU Quito             | 10 | 0 | 0 |    |    |
| Edwin Tenorio         | 1976-06-16 | CD Veracruz           | 10 | 0 | 0 | 19 | 0  |
| Álex Aguinaga         | 1968-07-09 | Necaxa Aguascalientes | 9  | 0 | 2 | 83 | 19 |
| Cléber Chalá          | 1971-06-29 | El Nacional           | 8  | 4 | 1 | 48 | 3  |
| Marlon Ayoví          | 1971-09-27 | SD Quito              | 7  | 3 | 0 | 20 | 0  |
| Jimmy Blandón         | 1969-11-20 | Barcelona SC          | 6  | 0 | 0 | 30 | 0  |
| Edison Méndez         | 1979-03-16 | SD Quito              | 2  | 2 | 0 |    |    |
| Wellington Sánchez    | 1974-06-19 | CS Emelec             | 2  | 1 | 1 | 26 | 3  |
| Fabián Cubero         | 1971-04-29 | CD Espoli             | 2  | 0 | 0 |    |    |
| Robert Burbano        | 1970-09-27 | El Nacional           | 1  | 2 | 0 | 15 | 0  |
| Juan Carlos Burbano   | 1969-02-15 | El Nacional           | 1  | 1 | 0 | 8  | 0  |
| Héctor Ferri          | 1968-10-17 | El Nacional           | 1  | 1 | 0 |    |    |
| Santiago Morales      | 1979-05-03 | El Nacional           | 1  | 1 | 0 |    |    |
| Richard Borja         | 1980-07-23 | Club Sport Emelec     | 1  | 0 | 0 |    |    |
| Christian Quiñónez    | 1981-09-12 | Barcelona SC          | 1  | 0 | 0 |    |    |
| Moisés Candelario     | 1978-08-24 | Club Sport Emelec     | 0  | 1 | 0 |    |    |
| Camilo Hurtado        | 1981-03-14 | LDU Quito             | 0  | 1 | 0 |    |    |
| Jairon Zamora         | 1978-02-05 | El Nacional           | 0  | 1 | 0 |    |    |
| Aanval                |            |                       |    |   |   |    |    |
| Agustín Delgado       | 1974-12-23 | Necaxa Aguascalientes | 9  | 1 | 6 | 33 | 13 |
| Ariel Graziani        | 1971-06-07 | Dallas Burn           | 6  | 3 | 2 | 34 | 15 |
| Eduardo Hurtado       | 1969-12-02 | Argentinos Juniors    | 6  | 1 | 2 |    |    |
| Iván Kaviedes         | 1977-10-24 | Real Valladolid       | 4  | 3 | 4 | 14 | 6  |
| Carlos Alberto Juárez | 1972-04-24 | Sporting Cristal      | 2  | 3 | 0 |    |    |
| Gustavo Figueroa      | 1978-08-30 | SD Aucas              | 2  | 0 | 0 |    |    |
| Rafael Capurro        | 1970-10-24 | CD Espoli             | 1  | 1 | 0 |    |    |
| Jorge Justavino       | 1978-03-26 | CD Espoli             | 1  | 1 | 0 |    |    |
| Franklin Salas        | 1981-08-30 | LDU Quito             | 1  | 0 | 0 |    |    |
| Ángel Fernández       | 1971-08-02 | El Nacional           | 0  | 2 | 0 | 51 | 10 |
| Diego Herrera         | 1969-04-20 | El Nacional           | 0  | 1 | 0 | 10 | 0  |
| Patricio Hurtado      | 1970-08-09 | LDU Quito             | 0  | 1 | 0 | 10 | 0  |
| Ebelio Ordóñez        | 1972-11-03 | El Nacional           | 0  | 1 | 0 |    |    |
| Joel Vernaza          | 1976-08-02 | SD Quito              | 0  | 1 | 0 |    |    |

FEF · A-internationals · Bondscoaches · Selecties · Statistieken · Ecuadoraans vrouwenelftal · Olympisch elftal · Ecuador U21 · Ecuador U20 · Ecuador U18 · Ecuador U17
1938 – 1949 ·
1950 – 1959 ·
1960 – 1969 ·
1970 – 1979 ·
1980 – 1989 ·
1990 – 1999 ·
2000 – 2009 ·
2010 – 2019 ·
2020 − 2029
WK 2002 · 
WK 2006 · 
WK 2014
1938 · 
1939 · 
1940 · 
1941 · 
1942 · 
1943 · 1944 · 
1945 · 
1946 · 
1947 · 
1948 · 
1949 · 
1950 · 1951 · 1952 · 
1953 · 
1954 · 
1955 · 
1956 · 
1957 · 
1958 · 
1959 · 
1960 · 
1961 · 1962 · 
1963 · 
1964 · 
1965 · 
1966 · 
1967 · 1968 · 
1969 · 
1970 · 
1971 · 
1972 · 
1973 · 
1974 · 
1975 · 
1976 · 
1977 · 
1978 · 
1979 · 
1980 · 
1981 · 
1982 · 
1983 · 
1984 · 
1985 · 
1986 · 
1987 · 
1988 · 
1989 · 
1990 · 
1991 · 
1992 · 
1993 · 
1994 · 
1995 · 
1996 · 
1997 · 
1998 · 
1999 · 
2000 · 
2001 · 
2002 · 
2003 · 
2004 · 
2005 · 
2006 · 
2007 · 
2008 · 
2009 · 
2010 · 
2011 · 
2012 · 
2013 · 
2014 · 
2015 · 
2016 · 
2017 ·
2018 ·
2019 ·
2020 ·
2021 ·
2022
Argentinië ·
Armenië ·
Australië ·
Bolivia · 
Brazilië ·
Bulgarije ·
Canada ·
Chili ·
Colombia ·
Costa Rica ·
Cuba ·
Denemarken ·
DDR ·
Duitsland ·
El Salvador ·
Engeland ·
Estland ·
Finland ·
Frankrijk ·
Griekenland ·
Guatemala ·
Haïti ·
Honduras ·
Ierland ·
Irak ·
Iran ·
Italië ·
Jamaica ·
Japan ·
Joegoslavië ·
Jordanië ·
Kaapverdië ·
Koeweit ·
Kroatië · 
Libanon ·
Mexico ·
Nederland ·
Nigeria ·
Noord-Macedonië ·
Oeganda ·
Oman ·
Panama ·
Paraguay ·
Peru ·
Polen ·
Portugal ·
Qatar ·
Roemenië ·
Saoedi-Arabië ·
Schotland ·
Senegal ·
Spanje ·
Trinidad en Tobago ·
Turkije · 
Uruguay ·
Venezuela ·
Verenigde Staten ·
Wit-Rusland ·
Zambia ·
Zuid-Afrika ·
Zuid-Korea ·
Zweden ·
Zwitserland
Costa Rica (2006) · 
Duitsland (2006) · 
Engeland (2006) · 
Frankrijk (2014) · 
Honduras (2014) · 
Nederland (2022) · 
Polen (2006) · 
Qatar (2022) · 
Zwitserland (2014)